# Sammy Davis Sr.

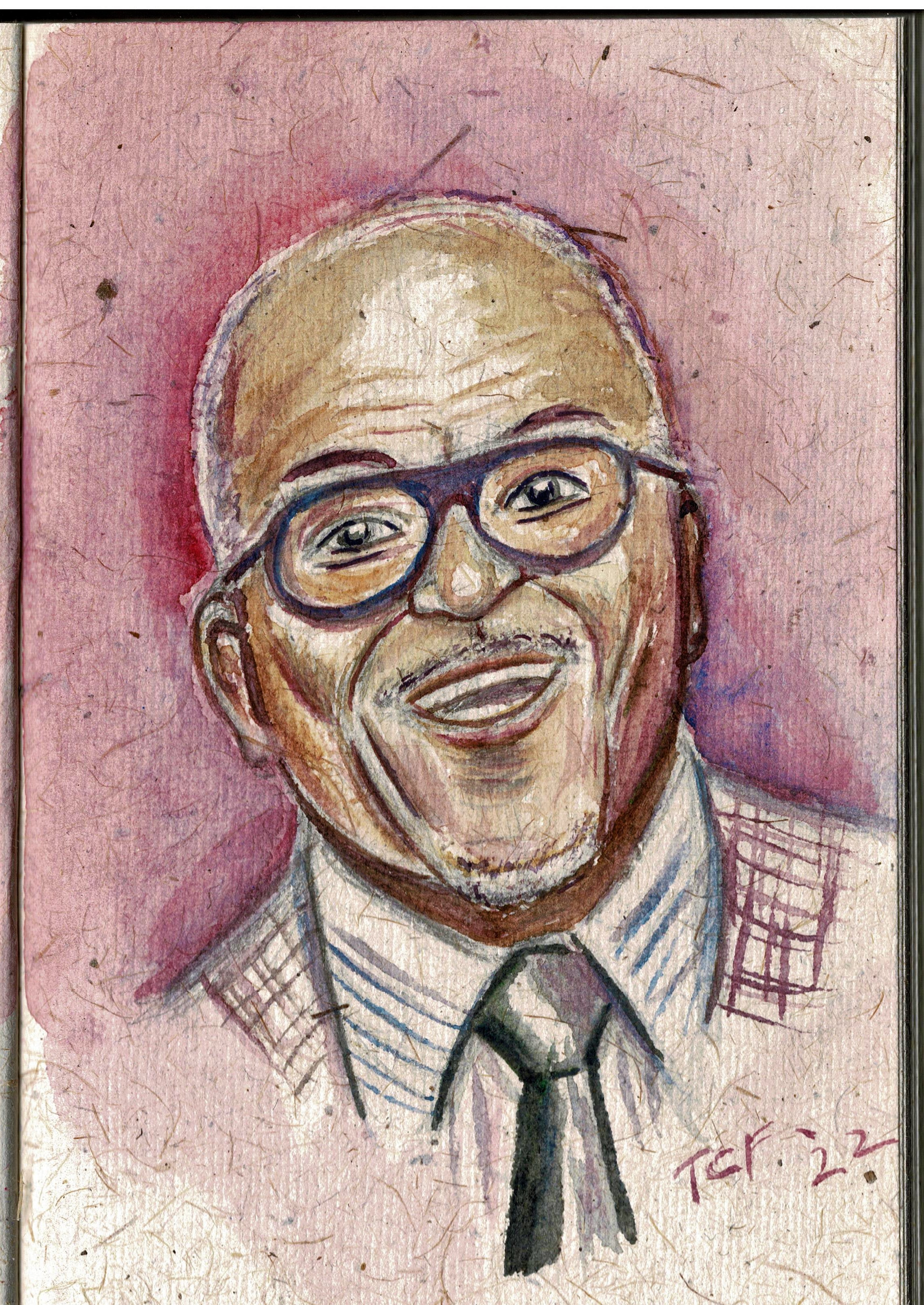
Boceto hecho en acuarela de Sammy Davis Sr. por Tim Farley en 2022

Samuel George Davis Sr. (Wilmington, Carolina del Norte, 12 de diciembre de 1900-Beverly Hills, California, 21 de mayo de 1988) fue un bailarín estadounidense, quien fue padre del artista Sammy Davis Jr.

## Primeros años
Davis nació en Wilmington, Carolina del Norte, siendo hijo de Rosa B. Taylor (1870-1957) y Robert Davis (1868-1948). Él y su exesposa Elvera Sanchez eran bailarines en una compañía de vodevil. La pareja se divorció cuando su hijo Sammy Jr. tenía tres años. Davis tomó la custodia de su hijo, quien luego se dedicó al mundo del entretenimiento junto con su padre. Él y Will Mastin, el líder del grupo de baile, le enseñaron a bailar a Sammy Jr. y actuaron juntos como Will Mastin Trio.
Sammy Jr. dijo una vez en una entrevista: «Cuando tenía nueve años le dije a mi padre: "Puedo bailar más que tú". "¿Ah, sí? ¿Qué te hace pensar eso?" preguntó. "Porque me enseñaste todo lo que sé". "Sí, pero no te enseñé todo lo que sé"».

## Carrera
Davis comenzó a bailar cuando era pequeño y cuando era joven trabajó con Will Mastin para formar una compañía de baile. Pronto Sammy Jr. se unió a la actuación y se hicieron conocidos como Will Mastin Trio. Los tres aparecieron en el musical de Broadway de 1956 Mr. Wonderful.
Davis también apareció en dos películas: Sweet and Low (1947), junto con su banda Will Mastin Trio, y The Benny Goodman Story (1956), donde interpretó al director de orquesta y arreglista Fletcher Henderson.

## Muerte
Davis murió el 21 de mayo de 1988, en Beverly Hills, California, a los 87 años, debido a causas naturales, 2 años antes de la muerte de su hijo, Sammy Davis Jr.